# Younginiformes
Younginiformes – grupa gadów z podrgromady diapsydów. Alfred Romer w 1947 roku zastąpił nazwę Eosuchia nazwą younginiformes.

## Wygląd
Mierzące od 12cm do 2,5m, jaszczurkopodobne gady wodne, z błoniastymi łapami i płetwiastym ogonem.